# Преследование христиан в Иране
Гонения на христиан в Иране усиливаются по мере того, как Корпус стражей исламской революции берет церковь под свой контроль.
Власти Ирана вынудили Ассамблею Божью в Джанат Аббад, в западном районе Тегерана, закрыть двери и прекратить службы для местных протестантов.
Приказ поступил от разведки Корпуса стражей исламской революции (КСИР) 5 июня 2012 года.
Под контроль КСИР попали церкви и духовные лидеры общин, которые ранее находились под руководством Министерства культуры и исламской ориентации и Министерства разведки и национальной безопасности.
КСИР — это одновременно военная и разведывательная организация, находящаяся под непосредственным руководством верховного лидера Ирана. Новая функция, принятая КСИР недавно, породила опасения в том, что за их действиями может стоять правительство, «активизирующее усилия по установлению контроля над церквями, службы в которых проходят на персидском языке».
По сведениям активистов Международного движения за соблюдение прав человека в Иране «за последние полгода власти официально закрыли несколько церквей, ведущих службу на персидском языке, и арестовали многих прихожан».
Эти инциденты вызвали тревогу и озабоченность международного сообщества, пролив свет на репрессивную политику Тегерана в отношении религиозных меньшинств страны.
Христиане в Иране в последние несколько лет испытывают сильнейшее давление в условиях все усиливающейся антихристианской риторики, подвергаются случайным арестам и тюремному заключению.

## Хронология репрессий
В 2008 году иранский парламент одобрил законопроект, согласно которому все мужчины-вероотступники караются смертной казнью, а женщины — пожизненным тюремным заключением.
Антихристианские действия коснулись и традиционно защищаемых христианских общин.
В марте 2009 года после многочисленных угроз со стороны властей закрылась Ассирийская пятидесятническая церковь в Тегеране.
Сегодня большинство иранских христиан стараются не попадаться на глаза властям и проводят богослужения в так называемых «домашних церквях».
26 декабря 2010 года власти Ирана арестовали 25 христиан в Тегеране и других городах страны.
В январе 2011 года власти Ирана арестовали десятки новообращенных христиан, ранее исповедовавших ислам. Губернатор Тегерана Мортеза Тамадон подтвердил законность ареста и заявил, что евангелисты-миссионеры — «культурное вторжение врага». По данным Информационного агентства ИРИ, он назвал христиан «бескомпромиссными» миссионерами, которые «подобно паразитам, влезли в ислам».
Это заявление стало отголоском утверждения верховного лидера Ирана аятоллы Хаменеи, который в 2010 году заявил, что домашние церкви представляют угрозу для национальной безопасности Ирана.
Эти заявления послужили КСИР предлогом для нападения на церкви, духовных лиц и прихожан.
В 2011 году преследования христиан привели к аресту 285 человек в 35 городах, сообщают Министерства Элама, организации, поддерживающие христиан в Иране.
Многие из арестованных христиан провели от нескольких недель до нескольких месяцев в тюрьме, подвергаясь длительному пребыванию в одиночных камерах, допросам и психологическому насилию.
В июле 2011 Верховный суд оставил в силе смертный приговор, вынесенный христианскому пастору Юсефу Надархани за вероотступничество. По данным иранских правозащитников, это первый смертный приговор за подобное преступление за последние десятилетия.

## Иран все более подозрительно относится к христианам
Иранские власти обвиняют христианские общины в том, что последние в нарушение законов Ирана, карающих отступников, пытаются обратить в свою веру мусульман, а также предоставляют плацдарм для иностранного влияния.
Христиан обвиняют в религиозных «преступлениях», например, в богохульстве, действиях против исламского порядка, вероотступничестве, распитии причастного вина. Также христиане подвергаются преследованиям за «политические собрания».
По словам Дэвида Йегназара, директора американского Министерства Элама, ключевую роль в усилении преследований христиан в Иране сыграло увеличение числа обращений в христианство. Все больше иранских мусульман отходят от ислама, и государство стремится положить конец этому явлению, усиливая давление на новых христиан.
Смертный приговор пастору Надархани призван послужить уроком для мусульман, которые хотят перейти в христианство.
Более того, адвокат пастора Надархани Мохаммад Али Дадха, известный в Иране правозащитник, также подвергся преследованию. Так, 3 июля 2011 года суд Тегерана приговорил его к 9 годам тюремного заключения и 10-летнему запрету на ведение адвокатской практики и преподавательской деятельности за «пропаганду против исламского режима». В настоящее время он пытается обжаловать приговор.

## Международное сообщество осуждает преследование христиан в Иране
В январе 2011 года после волны арестов христиан в Иране Папа Бенедикт XVI призвал защитить религиозные меньшинства.
6 июля 2011 года Государственный департамент США опубликовал резкое заявление, осуждающее иранскую политику двойных стандартов: «иранские лидеры лицемерно говорят о толерантности и в то же время продолжают задерживать, заключать под стражу, преследовать и оскорблять тех, кто просто хочет исповедовать свою веру».
Официально Конституция ИРИ дает «защищенный статус» признанным религиозным меньшинствам, таким, как христиане, иудеи и зороастрийцы. Власти Тегерана всячески подчеркивают «уважение» Ирана к представителям других религий и часто приводят его в качестве примера для всего мира.
Дискриминация религиозных меньшинств в Иране нарушает Международное соглашение о гражданских и политических правах, обязывающее страны уважать право своих граждан выбирать и исповедовать ту или иную религию, которое Иран подписал.

## Преследования христиан — ещё один пункт в длинном списке нарушений прав человека в Иране
Религиозные меньшинства в Иране, где большинство населения исповедуют шиитский ислам, включают христиан, последователей Бахаи, зороастрийцев и иудеев, которые в общей сложности составляют 2 % от населения страны. В Иране проживает около 9 % мусульман-суннитов. По данным доклада Госдепартамента США о соблюдении прав человека от 6 марта 2007 года все религиозные меньшинства Ирана подвергаются дискриминации властей, преследованию и запугиванию за свои религиозные убеждения.
В отчете Open Doors, НПО, которая занимается мониторингом гонений на христиан, Иран занимает второе место после Северной Кореи по злоупотреблениям в отношении христианского меньшинства.